# Мальцев, Александр Викторович
Александр Викторович Мальцев (26 апреля 1975, Норильск — 13 марта 2023, у города Кременная) — российский военнослужащий, Герой России (2023).

## Биография
Родился 26 апреля 1975 года в Норильске, в многодетной семье. Мать Нина Константиновна была строителем. В раннем возрасте с родителями переехал в Лабинск, где прошло его детство. Увлекался футболом, занимался в спортивной секции, выступал за сборные города и района. В 1992 году закончил 11-й класс Лабинской школы № 4.
Срочную воинскую службу прошёл на таджикско-афганской границе в 117-м пограничном отряде группы погранвойск в Таджикистане, был командиром отделения инженерно-сапёрного взвода. В 1995-м году награждён медалью «За отвагу». В 2000-х годах служил по контракту на Северном Кавказе. Некоторое время работал на маслоэкстракционном заводе в Лабинске.
В 2011 году перебрался в Санкт-Петербург, работал сварщиком.
В ходе мобилизации, после российского вторжения на Украину, в сентябре 2022 года был призван в российскую армию, служил в гвардейских частях, получил позывной «Кубань».
По данным российских СМИ, в начале марта 2023 года, в одиночку захватил опорный пункт ВСУ. Через три дня Мальцев погиб при штурме опорного пункта в районе города Кременная, прикрывая личный состав своего отделения при эвакуации раненого сослуживца.
Закрытым указом президента РФ Мальцеву Александру Викторовичу (посмертно) присвоено звание Героя России.

## Память
Похоронен в Лабинске на городском кладбище.
В октябре 2023 года у здания школы № 4 Лабинска Александру Мальцеву торжественно открыт памятный постамент, в церемонии участвовали представители местных властей, военной администрации, духовенства, педагогического коллектива и учащиеся школы.

## Личная жизнь
Был женат дважды (оба раза разводился), в первом браке имел дочь Дарью.